# Eleições estaduais no Rio Grande do Sul em 1986
As eleições estaduais no Rio Grande do Sul em 1986 ocorreram em 15 de novembro como parte das eleições gerais no Distrito Federal, em 23 estados e nos  territórios federais do Amapá e Roraima. Foram eleitos então o governador Pedro Simon, o vice-governador Sinval Guazzelli, os senadores José Fogaça e José Paulo Bisol, além de 31 deputados federais e 55 deputados estaduais.
Natural de Caxias do Sul o novo governador é advogado formado na Pontifícia Universidade Católica do Rio Grande do Sul com especialização em Direito Penal e detém pós-graduação em Economia Política na Universidade de Paris sendo professor da Universidade de Caxias do Sul. Como membro do PTB foi contemporâneo de Leonel Brizola, Sereno Chaise e Fernando Ferrari ao tempo em que atuava no movimento estudantil. Eleito vereador em Caxias do Sul em 1959 e deputado estadual em 1962, fez opção pelo MDB quando o Regime Militar de 1964 impôs o bipartidarismo sendo reeleito em 1966, 1970 e 1974. Eleito senador em 1978 foi um dos fundadores do PMDB e embora tenha perdido a eleição para governador em 1982 foi escolhido ministro da Agricultura pelo presidente Tancredo Neves e com a morte deste ocupou o cargo nos primeiros meses do governo José Sarney.
Considerando que PMDB e PT mantiveram seus espaços políticos a novidade na disputa pelo Palácio Piratini foi a fragmentação dos governistas em duas alas: uma permaneceu no PDS em atenção ao deputado Nelson Marchezan - candidato ao Senado - que quase foi vice de Simon, mas a ala peemedebista ligada ao senador José Paulo Bisol impediu e cedeu a cabeça de chapa ao PDT de Leonel Brizola e Alceu Collares, com a candidatura de Aldo Pinto, enquanto outra, que incluía o governador Jair Soares, foi para o PFL e apoiou o senador Carlos Chiarelli. Contudo, o desgaste político dos situacionistas somado aos efeitos positivos do Plano Cruzado e do efeito recall em favor de Pedro Simon definiram o pleito para o PMDB.
A votação dada ao partido permitiu a eleição de José Fogaça e José Paulo Bisol para as duas vagas no Senado Federal muito embora as sublegendas tenham impedido a vitória de Nelson Marchezan na vaga conquistada por aquele último. Nas disputas proporcionais o PMDB conquistou a maioria das vagas.

## Resultado da eleição para governador
Segundo o Tribunal Regional  Eleitoral do Rio Grande do Sul houve 494.768 votos em branco (10,26%) e 140.424 votos nulos (2,91%), calculados sobre o comparecimento de 4.820.506 eleitores.
| Candidatos a governador do estado | Candidatos a vice-governador | Número | Coligação                                  | Votação   | Percentual |
| --------------------------------- | ---------------------------- | ------ | ------------------------------------------ | --------- | ---------- |
| Pedro Simon PMDB                  | Sinval Guazzelli PMDB        | 15     | PMDB (sem coligação)                       | 2.009.381 | 48,01%     |
| Aldo Pinto PDT                    | Silverius Kist PDS           | 12     | Aliança Popular pelo Rio Grande (PDT, PDS) | 1.140.228 | 27,25%     |
| Carlos Chiarelli PFL              | Luís Fernando Cirne Lima PFL | 25     | PFL (sem coligação)                        | 524.339   | 12,53%     |
| Clóvis Ilgenfritz PT              | João Verle PT                | 13     | PT (sem coligação)                         | 256.767   | 6,13%      |
| Fulvio Petracco PSB               | Elaine Matos PSB             | 40     | PSB (sem coligação)                        | 254.599   | 6,08%      |
| Fontes:                           |                              |        |                                            |           |            |

## Resultado da eleição para senador
Segundo o Tribunal Regional  Eleitoral do Rio Grande do Sul houve 1.976.520 votos em branco e 494.500 votos nulos calculados sobre um total de 9.641.012 votos apurados. Os percentuais abaixo remetem a um total de 7.169.992 votos válidos.
| Candidatos a senador da República | Candidatos a suplente de senador                              | Número | Coligação                                  | Votação   | Percentual |
| --------------------------------- | ------------------------------------------------------------- | ------ | ------------------------------------------ | --------- | ---------- |
| José Fogaça PMDB                  | Jarbas Pires Machado PMDB                                     | 154    | PMDB (sublegenda dois)                     | 1.510.064 | 21,06%     |
| Nelson Marchezan PDS              | Guilherme Socias Villela PDS Érico Ribeiro PDS                | 111    | Aliança Popular pelo Rio Grande (PDT, PDS) | 1.187.953 | 16,57%     |
| José Paulo Bisol PMDB             | Paulo Egon Wiederkehr PMDB                                    | 152    | PMDB (sublegenda um)                       | 1.166.810 | 16,27%     |
| Sereno Chaise PDT                 | Glênio Peres PDT Adroaldo Loureiro PDT                        | 122    | Aliança Popular pelo Rio Grande (PDT, PDS) | 832.773   | 11,62%     |
| Odacir Klein PMDB                 | Rosa Flores PMDB                                              | 151    | PMDB (sublegenda um)                       | 727.890   | 10,15%     |
| João Gilberto PMDB                | Leônidas Xausa PMDB                                           | 155    | PMDB (sublegenda dois)                     | 411.298   | 5,74%      |
| Mário Ramos PFL                   | Celito de Grandi PFL Marcelo Dihl Feijó PFL                   | 251    | PFL (sem coligação)                        | 385.149   | 5,37%      |
| Cloraldino Severo PFL             | Rosa Russomano PFL Rubem Scheid PFL                           | 252    | PFL (sem coligação)                        | 363.642   | 5,07%      |
| Flávio Koutzi PT                  | José Roberto da Silva PT Cícero de Almeida PT                 | 132    | PT (sem coligação)                         | 245.992   | 3,43%      |
| Dinarte Belato PT                 | Sandra Machado PT Paulo de Tarso Carneiro PT                  | 131    | PT (sem coligação)                         | 228.414   | 3,19%      |
| Jorge Alberto Campezatto PSB      | José Carlos Pinheiro Machado PSB Plínio Septon de Azevedo PSB | 402    | PSB (sem coligação)                        | 62.386    | 0,87%      |
| Glênio Daison Argemi PSB          | Bruno Costa PSB Walter Raimundo Hahn PSB                      | 401    | PSB (sem coligação)                        | 47.621    | 0,66%      |
| Fontes:                           |                                                               |        |                                            |           |            |

## Deputados federais eleitos
São relacionados os candidatos eleitos com informações complementares da Câmara dos Deputados.

Representação eleita
  PMDB: 17
  PDS: 5
  PDT: 5
  PT: 2
  PFL: 2

| Número  | Deputados federais eleitos | Partido | Votação | Percentual | Cidade onde nasceu     | Unidade federativa |
| 1510    | Mendes Ribeiro             | PMDB    | 325.173 |            | Porto Alegre           | Rio Grande do Sul  |
| 1599    | Antônio Britto             | PMDB    | 305.659 |            | Santana do Livramento  | Rio Grande do Sul  |
| 1515    | Paulo Mincarone            | PMDB    | 95.847  |            | Bento Gonçalves        | Rio Grande do Sul  |
| 1102    | Telmo Kirst                | PDS     | 67.194  |            | Santa Cruz do Sul      | Rio Grande do Sul  |
| 1588    | Ivo Lech                   | PMDB    | 64.878  |            | Canoas                 | Rio Grande do Sul  |
| 1530    | Hilário Braun              | PMDB    | 64.691  |            | Três Passos            | Rio Grande do Sul  |
| 1527    | Lélio Souza                | PMDB    | 56.457  |            | Rosário do Sul         | Rio Grande do Sul  |
| 1303    | Olívio Dutra               | PT      | 54.466  |            | Bossoroca              | Rio Grande do Sul  |
| 1257    | João de Deus Antunes       | PDT     | 50.641  |            | Santo Ângelo           | Rio Grande do Sul  |
| 1314    | Paulo Paim                 | PT      | 49.854  |            | Caxias do Sul          | Rio Grande do Sul  |
| 1170    | Victor Faccioni            | PDS     | 48.743  |            | Caxias do Sul          | Rio Grande do Sul  |
| 1580    | Ivo Mainardi               | PMDB    | 48.111  |            | Arroio do Tigre        | Rio Grande do Sul  |
| 1166    | Osvaldo Bender             | PDS     | 46.156  |            | Santo Cristo           | Rio Grande do Sul  |
| 1144    | Adylson Motta              | PDS     | 45.733  |            | São Luiz Gonzaga       | Rio Grande do Sul  |
| 1534    | Hermes Zaneti              | PMDB    | 45.701  |            | Veranópolis            | Rio Grande do Sul  |
| 1523    | Luís Roberto Ponte         | PMDB    | 44.223  |            | Fortaleza              | Ceará              |
| 1133    | Darcy Pozza                | PDS     | 43.093  |            | Bento Gonçalves        | Rio Grande do Sul  |
| 1529    | Irajá Rodrigues            | PMDB    | 39.360  |            | Pelotas                | Rio Grande do Sul  |
| 2525    | Erico Pegoraro             | PFL     | 39.190  |            | Canguçu                | Rio Grande do Sul  |
| 1501    | Jorge Uequed               | PMDB    | 37.686  |            | Rio Grande             | Rio Grande do Sul  |
| 1511    | Ibsen Pinheiro             | PMDB    | 36.116  |            | São Borja              | Rio Grande do Sul  |
| 2599    | Arnaldo Prieto             | PFL     | 33.777  |            | São Francisco de Paula | Rio Grande do Sul  |
| 1533    | Júlio Costamilan           | PMDB    | 33.655  |            | Caxias do Sul          | Rio Grande do Sul  |
| 1246    | Adroaldo Streck            | PDT     | 32.581  |            | Cachoeira do Sul       | Rio Grande do Sul  |
| 1519    | Ruy Nedel                  | PMDB    | 30.936  |            | Cerro Largo            | Rio Grande do Sul  |
| 1566    | Vicente Bogo               | PMDB    | 30.196  |            | Rio do Oeste           | Santa Catarina     |
| 1526    | Nelson Jobim               | PMDB    | 28.451  |            | Santa Maria            | Rio Grande do Sul  |
| 1507    | Rospide Netto              | PMDB    | 27.850  |            | Santa Maria            | Rio Grande do Sul  |
| 1229    | Floriceno Paixão           | PDT     | 21.086  |            | Taquara                | Rio Grande do Sul  |
| 1223    | Amaury Müller              | PDT     | 21.038  |            | Cruz Alta              | Rio Grande do Sul  |
| 1250    | Carlos Cardinal            | PDT     | 20.691  |            | Bossoroca              | Rio Grande do Sul  |
| Fontes: |                            |         |         |            |                        |                    |

## Deputados estaduais eleitos
Das 55 cadeiras da Assembleia Legislativa do Rio Grande do Sul o PMDB ficou com vinte e sete, o PDS com dez, o PDT  com nove, o PFL com cinco e o PT com quatro.

Representação eleita
  PMDB: 27
  PDS: 10
  PDT: 9
  PFL: 5
  PT: 4

| Número  | Deputados estaduais eleitos        | Partido | Votação | Percentual | Cidade onde nasceu     | Unidade federativa |
| 15292   | Sérgio Zambiasi                    | PMDB    | 365.381 |            | Encantado              | Rio Grande do Sul  |
| 15168   | Germano Rigotto                    | PMDB    | 53.837  |            | Caxias do Sul          | Rio Grande do Sul  |
| 15158   | Algir Lorenzon                     | PMDB    | 44.926  |            | Catuípe                | Rio Grande do Sul  |
| 15195   | Paulo Ritzel                       | PMDB    | 39.579  |            | Novo Hamburgo          | Rio Grande do Sul  |
| 13111   | Raul Pont                          | PT      | 37.171  |            | Uruguaiana             | Rio Grande do Sul  |
| 15122   | Ruy Carlos Ostermann               | PMDB    | 36.151  |            | São Leopoldo           | Rio Grande do Sul  |
| 15177   | Cezar Schirmer                     | PMDB    | 35.902  |            | Santa Maria            | Rio Grande do Sul  |
| 15272   | Hilda de Souza                     | PMDB    | 34.742  |            | Pelotas                | Rio Grande do Sul  |
| 15165   | Antenor Ferrari                    | PMDB    | 33.987  |            | Bento Gonçalves        | Rio Grande do Sul  |
| 12256   | Antonio Barbedo                    | PDT     | 33.825  |            | São Leopoldo           | Rio Grande do Sul  |
| 15132   | Erani Müller                       | PMDB    | 32.419  |            | Cruz Alta              | Rio Grande do Sul  |
| 11158   | Francisco Turra                    | PDS     | 30.770  |            | Marau                  | Rio Grande do Sul  |
| 25102   | Germano Bonow                      | PFL     | 29.472  |            | Porto Alegre           | Rio Grande do Sul  |
| 15161   | Antonio Lorenzi                    | PMDB    | 29.244  |            | Sapiranga              | Rio Grande do Sul  |
| 11110   | Carlos Azambuja                    | PDS     | 29.126  |            | Bagé                   | Rio Grande do Sul  |
| 15108   | Carrion Júnior                     | PMDB    | 28.434  |            | Porto Alegre           | Rio Grande do Sul  |
| 12217   | Carlos Renan Kurtz                 | PDT     | 28.157  |            | Santa Maria            | Rio Grande do Sul  |
| 15133   | Gilberto Mussi                     | PMDB    | 28.036  |            | Canguçu                | Rio Grande do Sul  |
| 15149   | Gleno Scherer                      | PMDB    | 27.318  |            | Venâncio Aires         | Rio Grande do Sul  |
| 12266   | Brasil Carús                       | PDT     | 26.701  |            | Pelotas                | Rio Grande do Sul  |
| 13202   | José Fortunati                     | PT      | 26.606  |            | Flores da Cunha        | Rio Grande do Sul  |
| 15105   | Antônio Dexheimer                  | PMDB    | 26.411  |            | Erechim                | Rio Grande do Sul  |
| 15167   | Jauri Gomes de Oliveira            | PMDB    | 24.980  |            | São Luiz Gonzaga       | Rio Grande do Sul  |
| 15113   | Constantino Picarelli              | PMDB    | 24.492  |            | São Jerônimo           | Rio Grande do Sul  |
| 13155   | Adão Pretto                        | PT      | 22.892  |            | Redentora              | Rio Grande do Sul  |
| 25120   | Athos Rodrigues                    | PFL     | 22.483  |            | Capão da Canoa         | Rio Grande do Sul  |
| 15234   | Hélio Musskopf                     | PMDB    | 22.394  |            | Bom Retiro do Sul      | Rio Grande do Sul  |
| 15120   | Sanchotene Felice                  | PMDB    | 21.615  |            | Uruguaiana             | Rio Grande do Sul  |
| 15299   | José Antônio Daudt                 | PMDB    | 21.429  |            | Porto Alegre           | Rio Grande do Sul  |
| 11197   | Antonio Lourenço Pires de Oliveira | PDS     | 20.868  |            | Getúlio Vargas         | Rio Grande do Sul  |
| 11220   | Jarbas Lima                        | PDS     | 20.494  |            | Lagoa Vermelha         | Rio Grande do Sul  |
| 11177   | Celso Bernardi                     | PDS     | 20.089  |            | Augusto Pestana        | Rio Grande do Sul  |
| 11175   | Wilson Mânica                      | PDS     | 19.747  |            | Ijuí                   | Rio Grande do Sul  |
| 15220   | Mendes Ribeiro Filho               | PMDB    | 19.668  |            | Porto Alegre           | Rio Grande do Sul  |
| 11270   | Luiz Fernando Staub                | PDS     | 19.608  |            | Venâncio Aires         | Rio Grande do Sul  |
| 11245   | Augusto Nardes                     | PDS     | 19.607  |            | Santo Ângelo           | Rio Grande do Sul  |
| 11202   | João Odil Haas                     | PDS     | 19.534  |            | Espumoso               | Rio Grande do Sul  |
| 15222   | Ecléia Fernandes                   | PMDB    | 19.532  |            | Vacaria                | Rio Grande do Sul  |
| 12204   | Porfírio Peixoto                   | PDT     | 19.523  |            | São Luiz Gonzaga       | Rio Grande do Sul  |
| 12260   | Carlos Araújo                      | PDT     | 19.484  |            | São Francisco de Paula | Rio Grande do Sul  |
| 15140   | José Ivo Sartori                   | PMDB    | 19.347  |            | Farroupilha            | Rio Grande do Sul  |
| 15250   | Roberto Künzel                     | PMDB    | 19.278  |            | Santa Cruz do Sul      | Rio Grande do Sul  |
| 15138   | João Osório                        | PMDB    | 19.021  |            | Camaquã                | Rio Grande do Sul  |
| 15270   | Mário Limberger                    | PMDB    | 19.006  |            | Sobradinho             | Rio Grande do Sul  |
| 11259   | Valmir Susin                       | PDS     | 18.911  |            | Caxias do Sul          | Rio Grande do Sul  |
| 15275   | Solon Tavares                      | PMDB    | 18.801  |            | Guaíba                 | Rio Grande do Sul  |
| 15180   | Mário Madureira                    | PMDB    | 18.617  |            | Porto Alegre           | Rio Grande do Sul  |
| 12254   | Moisés Berlesi                     | PDT     | 18.177  |            | Tramandaí              | Rio Grande do Sul  |
| 25223   | Elói Zanella                       | PFL     | 17.940  |            | Erechim                | Rio Grande do Sul  |
| 12245   | Éden Pedroso                       | PDT     | 16.588  |            | Passo Fundo            | Rio Grande do Sul  |
| 12276   | Luiz Abadie                        | PDT     | 16.455  |            | São Vicente do Sul     | Rio Grande do Sul  |
| 25250   | Tufy Salomão                       | PFL     | 16.096  |            | Porto Alegre           | Rio Grande do Sul  |
| 25190   | Nestor Fips Schneider              | PFL     | 15.148  |            | Campo Bom              | Rio Grande do Sul  |
| 12215   | Valdomiro Rocha Lima               | PDT     | 15.279  |            | Rio Grande             | Rio Grande do Sul  |
| 13144   | Selvino Heck                       | PT      | 12.472  |            | Venâncio Aires         | Rio Grande do Sul  |
| Fontes: |                                    |         |         |            |                        |                    |